# Ricarda de Suàbia
Santa Ricarda o Ricarda de Suàbia (n. 840 - 18 de setembre, entre els anys 894 i 896) va ser emperadriu del Sacre Imperi com a consort del emperador Carles el Gras. Era una dona molt coneguda per la seva pietat i va ser la primera abadessa d'Andlau. Rebutjada pel seu marit, Ricarda va esdevenir més tard en un model cristià de devoció i govern just. Va ser canonitzada l'any 1049 pel papa Lleó IX.

## Vida
Va néixer a Alsàcia, filla d'Erchanger, comte de Nordgau, de la familia Ahalolfinger (família de la noblesa sueva). Es va casar amb Carles el Gras l'any 862 i va ser coronada juntament amb ell a Roma pel Papa Joan VIII. El matrimoni no va tenir fills.
El regnat de Carles va estar marcat per conflictes interns i externs, provocats principalment pel saqueig constant dels invasors normands a la costa nord de França. Aquests atacs es van intensificar quan els invasors, que ja no es conformaven amb saquejar la costa, van centrar la seva atenció a les ciutats i pobles al llarg dels rius. El món carolingi era incapaç de fer front amb eficàcia a aquestes amenaces externes.
L'any 887, sembla que Carles va sucumbir a un atac de bogeria. Durant aquesta crisi, Ricarda va intentar regnar en lloc del seu marit, però no va tenir èxit. En un esforç per reduir el poder Liutward, canceller de Carles, Carles i els seus cortesans van acusar Liutward i Ricarda d'haver comès adulteri. Carles va afirmar que el seu matrimoni no havia estat consumat i va exigir el divorci. Ella va ser obligada a pasar per la prova de foc, de la qual va sortir victoriosa.
Protegida per la seva família, Ricarda es va retirar a l'Abadia d'Andlau, que ella mateixa havia fundat a l'any 880 i on la seva neboda, Rotrod, era abadessa. Va morir a Andlau el 18 de setembre i va ser enterrada a la mateixa abadia.

## La llegenda de Ricarda
Després de la seva mort, una llegenda va sorgir al voltant de la vida de Ricarda. La llegenda explica que, tot i ser una dona virtuosa, el seu marit la seguia acusant de ser una persona amb males intencions. Això ho va fer durant més de deu anys. En un intent per assegurar-li la seva innocència, ella finalment va accedir a passar per una prova de foc, descalça i amb una camisa coberta de cera, però les flames no la van tocar. Descoratjada per la contínua desconfiança del seu marit, Ricarda va deixar el palau imperial i va fugir al bosc. Allá va rebre la visita d'un àngel, qui li va ordenar fundar un convent en un determinat lloc que li seria indicat per un os. A la vall d'Eleon, a la vora del riu, va veure un os gratant la terra. Allà Ricarda va fer construir l'Abadia d'Andlau. De totes maneres, la realitat és que l'abadia havia estat fundada set anys abans del seu divorci. En record d'aquesta llegenda, a l'abadia s'hi criava durant molts d'anys un os i els domados d'ossos hi tenien allotjament gratuït.